# Tadeusz Ewy
Tadeusz Ewy (ur. 12 maja 1942 r. w Nisku, zm. 1 kwietnia 1976 r. z Zakopanem) – polski ratownik górski i przewodnik turystyczny.
Z wykształcenia był inżynierem rolnictwa. Działał w Studenckim Kole Przewodników Górskich w Krakowie oraz w zakopiańskim Kole Klubu Wysokogórskiego. Od 1961 roku uprawiał taternictwo, także jaskiniowe, wspinał się także poza granicami kraju (Kaukaz w 1967 roku). Posiadał uprawnienia przewodnika tatrzańskiego II klasy. W latach 1968–1973 wraz z Janem Cybulskim prowadził schronisko PTTK w Dolinie Roztoki.
Od 1963 roku był członkiem Grupy Tatrzańskiej GOPR. W 1974 roku został powołany na stanowisko naczelnika Grupy. Zginął 1 kwietnia 1976 roku, zamordowany przez swojego zastępcę Zdzisława Prusisza.